# バービーとおしんり研究所
『バービーとおしんり研究所』（バービーとおしんりけんきゅうじょ）はTBSラジオで毎週火曜日21:30-22:00（日本標準時）に放送されている、主に女性の真理学をテーマにしたトークバラエティー番組である。2022年3月29日開始
番組は、お笑い芸人で、フォーリンラブのバービーが、毎月替わりで出演するパートナーとともに、リスナーから寄せられた様々な真理や、悩み事にこたえ、それらを通して毎日を気持ちよく過ごすためのシェアを追求するものである。当日放送分は放送終了直後の毎週火曜日原則として22時ごろを目安にインターネットラジオ（オーディブル、Apple Podcast、ラジオクラウド、radikoなど）による配信も行っており、オーディブル限定の「バービーとひみつの相談所」も配信されている。

## マンスリーパートナー
2022年度
- 4月（3月最終週を含む）:大島由香里
- 5月:MEGUMI
- 6月:青山テルマ
- 7月:あっこゴリラ（第2週目以後。第1週目のみ公開収録〈ゲスト：瀧波ユカリ、清田隆之〉）
- 8月:峰なゆか
- 9月:土屋アンナ
- 10月:hitomi
- 11月:峯岸みなみ
- 12月:大久保佳代子
- 2023年1月:イモトアヤコ
- 2月:宇野実彩子
- 3月:村上佳菜子

2023年度
- 4月:秋元才加
- 5月:中川翔子
- 6月:peco（第5週のみぺえも参加）
- 7月:ryuchell（第1・2週目。その後自殺したため、急遽第3週はドリアン・ロロブリジーダを招いて追悼放送を実施）、イモトアヤコ（第4週）
- 8月:ベッキー
- 9月:前田敦子
- 10月:峯岸みなみ
- 11月:いとうあさこ
- 12月:近藤春菜
- 2024年1月:イモトアヤコ
- 2月:横沢夏子
- 3月:peco

2024年度
- 4月:本仮屋ユイカ
- 5月:金原ひとみ
- 6月:イモトアヤコ
- 7月:瀧波ユカリ
- 8月:横沢夏子
- 9月:大島由香里
- 10月:菊地亜美
- 11月:島崎和歌子
- 12月:朝日奈央

## 関連番組
- 週末ノオト（バービーがパーソナリティーを担当）